# Grad Gamberk
Gamberk (nemško Gallenberg) je grad blizu Ržiš v današnji zagorski občini. Kot Gallenberch se prvič posredno omenja leta 1248, čeprav verjetno izvira iz 12. stoletja; po Valvasorju pa naj bi ga celo že leta 1040 pozidal Ortolf III. Svibenski. Od 14. stoletja naprej, ko so Galli izgubili Gamberk, so ga posedovali razlicni lastniki. Sredi 19. stoletja sta ga lastnika Ruard in Atzl preuredila v letovišce, vendar je grad Gamberk takrat že začel propadati. Posest so razprodali in lastniki gradu so danes Grahkovi.
Leta 1993 so razvaline gradu razlgasili za kulturno zgodovinski spomenik, grič Gamberk, na katerem stoji, pa za naravno znamenitost geološkega, geomorfološkega in botaničnega značaja.
Ljubitelji gradu pod vodstvom Marjana Klančnika so za zaščito ruševin ustanovili Kulturno zgodovinsko društvo za zaščito ruševin Gamberk. V društvu se zavedajo, da grad ne bo nikoli obnovljen. Vendar je že sama lokacija precej privlačna in prepričani so, da ga lahko zaščitijo in spremenijo v zelo zanimivo turistično točko in prostor, kjer bo mogoče pripraviti vrsto zanimivih družabnih in kulturnih dogodkov. Na poti pod gradom je društvo že postavilo nekaj informativnih tabel, ki za zdaj bolj naključne obiskovalce seznanjajo z zanimivostmi, povezanimi z gradom. Nedavno so pred grajskim vhodom postavili tudi gavge in pranger, srednjeveški mučilni napravi, ki ju je grajska gospoda nekoč uporabljala za discipliniranje neposlušnih tlačanov.